# Harald Walther
Harald Walther (* 17. Mai 1929 in Chemnitz; † 2. Juli 2013) war ein deutscher Paläobotaniker.

## Leben

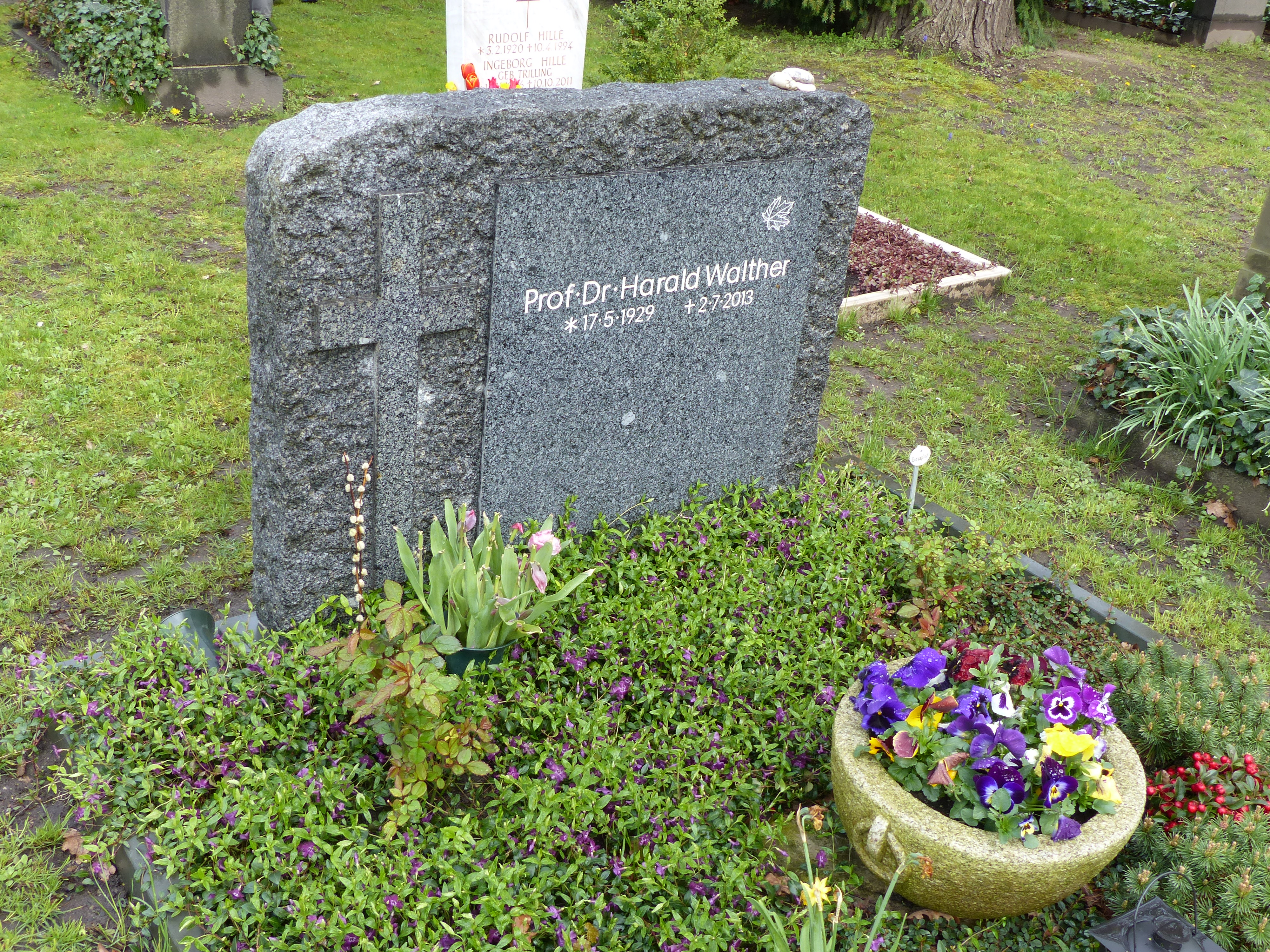
Grab von Harald Walther

Harald Walther wuchs in Scharfenstein und Schkopau auf. Nach 1945 kam Walther durch die Mitarbeit bei Ausgrabungen des „Versteinerten Waldes“ durch die Firma Max Güldner mit fossilen Pflanzen in Kontakt. Walther studierte an der Universität Halle und der TU Dresden. Ab 1948 war er zunächst als Lehrer in Seifhennersdorf tätig, dann 1957 bis 1962 an der Erweiterten Oberschule in Großschönau. An der TU Dresden wurde er 1968 promoviert. Ab 1953 war er freiwilliger Mitarbeiter des Museums für Mineralogie und Geologie in Dresden, ab 1962 war er fest angestellt. 1974 wurde er dort Oberassistent sowie 1979 Kurator der paläobotanischen Sammlung. Sein Forschungsschwerpunkt lag auf der Tertiärflora Sachsens und Böhmens. 1984 wurde er an der Humboldt-Universität zu Berlin habilitiert mit einer Arbeit über Floren- und Klimawechsel im Tertiär. 1995 wurde Walther Honorarprofessor an der Universität Leipzig. Er lehrte auch an der TU Dresden. Von 1996 bis 2004 war Walther Präsident der Naturwissenschaftlichen Gesellschaft Isis in Dresden. Er war Verfasser von etwa 250 wissenschaftlichen Artikeln.
1986 organisierte er die Ausstellung 350 Millionen Jahre Wald mit dem Naturhistorischen Museum Wien, die in verschiedenen Museen zu sehen war. Er arbeitete eng mit Dieter H. Mai (1934–2013) sowie Zlatko Kvaček in Prag zusammen.
Sein Grab befindet sich auf dem Alten Katholischen Friedhof in Dresden.

## Mitgliedschaften und Ehrungen
- 1997: Paläontologische Gesellschaft (Ehrenmitglied)
- 1998: Naturhistorisches Museum Wien (korrespondierendes Mitglied)
- 1999: Senckenberg Gesellschaft für Naturforschung (korrespondierendes Mitglied)
- Naturwissenschaftliche Gesellschaft ISIS Dresden
- 2002: Jongmans-Medaille

## Schriften (Auswahl)
- Paläobotanische Untersuchungen im Tertiär von Seifhennersdorf. In: Jb. Staatl. Mus. Mineral. Geol. Dresden 1964, S. 1–131
- mit Dieter Mai: Über eine neue Tertiärflora im Braunkohletagebau von Haselbach bei Altenburg. In: Abh. Staatl. Mus. Mineral. Geol. Dresden 13, 1969, S. 71–76
- Ergänzungen zur Flora von Seifhennersdorf/Sachsen, Teil 2. In: Abh. Staatl. Mus. Mineral. Geol. Dresden 21, 1974, S. 143–185
- mit Günter Krumbiegel: Fossilien. Deutscher Verlag für Grundstoffindustrie, 1. Aufl. Leipzig 1977, 2. Aufl. Leipzig 1979, 3. Aufl. Leipzig 1984
- mit Dieter Mai: Die Flora der Haselbach Serie im Weisselster-Becken (Bezirk Leipzig, DDR). In: Abh. Staatl. Mus. Mineral. Geol. Dresden 28, 1978, S. 1–200
- mit Dieter Mai: Die fossilen Floren des Weißelsterbeckens und seiner Randgebiete. In: Hallesches Jahrbuch für Geowissenschaften 8, 1983, S. 59–74
- mit Dieter Mai: Die pliozänen Floren von Thüringen. In: Quartärpaläontologie 7, 1988, S. 55–297
- mit Dieter Mai: Die obereozänen Floren des Weisselster-Beckens und seiner Randgebiete. In: Abh. Staatl. Mus. Mineral. Geol. Dresden 33, 1989, S. 1–260
- mit Dieter Mai: Die oligozänen und untermiozänen Floren NW-Sachsens und des Bitterfelder Raumes. In: Abh. Staatl. Mus. Mineral. Geol. Dresden 38, 1991, S. 1–260
- Das Tertiär-Vorkommen von Seifhennersdorf (Oberlausitz, Deutschland). In: Neues Jahrbuch Geol. Paläont. Abh. 200, 1996, S. 5–26
- mit Zlatko Kvaček: The Oligocene of Central Europe and the development of forest vegetation in space and time based on megafossils. In: Palaeontographica Abt. 259, 2001, S. 125–148
- mit Zlatko Kvaček: Seifhennersdorf. A window on Early Oligocene Volcanic Ecosystems. In: Acta Mus. Nat. Pragae, Ser. B, Hist. Nat., 63 (2–4), 2007, S. 69–215
- mit Zlatko Kvaček: Early Oligocene flora of Seifhennersdorf (Saxony). In: Acta Mus.Nat. Pragae, Ser. B, Hist. Nat., 63 (2–4), 2007, S. 85–174
- Vulkanische Floren aus dem höheren Paläogen (Oligozän) Zentraleuropas. In: Abh. naturw. Gesellsch. ISIS Dresden 1997/2004, S. 191–261
- mit Misha Akhmetiev, Zlatko Kvaček: Mid-latitude Palaeogene floras of Eurasia bound to volcanic settings and palaeoclimatic events – experience obtained from the Far East of Russia (Sikhote-Alin’) and Central Europe. In: Acta Mus. Nat. Pragae, Ser. B, Hist. Nat. 65 (3–4), 2009, S. 3–70